# Супервимірна фортеця Макросс
Супервимірна фортеця Макросс (яп. 超時空要塞マクロス Chōjikū Yōsai Makurosu, англ. The Super Dimension Fortress Macross) — аніме-серіал, частина франшизи Макросс. За версією творця Седзі Каваморі, він зображує «любовний трикутник на тлі великих битв» протягом першої війни між людьми та прибульцями.
Макрос являє собою науково-фантастичний серіал, який поєднує трансформовані меха, апокаліптичні битви, військову романтику та музику. Він оснащений механічними ескізами Казутаки Міятаке і Седзі Каваморі (обидва зі Studio Nue) і дизайном персонажів Харухіко Мікімото з Artland. Макрос також створив одного з перших аніме-ідолів Лінн Мінмей, яку озвучила сейю Марі Ідзіма. Більшість цієї анімації (з редагованим змістом і переглянутим діалогом) була адаптована за межами Японії під назвою Роботех.

## Історія
Після першого циклу його виробництва сильна підтримка шанувальників і хороші продажі товарів призвели до того, що серіал було подовжено з 13 до 23 епізодів, а пізніше до 36 епізодів.
У 1984 році, через рік після завершення телевізійної трансляції, вийшов фільм Фортеця супервиміру Макросс: Ти пам'ятаєш кохання?, який ще збільшив популярність франшизи Макросс.

## Нагороди
Композитор серіалу Кентаро Ханеда та його «Healthy Wing Orchestra» створили супровідну музику, таку як головна пісня, BGM, вставні пісні Лінн Мінмей, вони посіли перше місце в музичній категорії на Japan Animation Award.

## Список епізодів
| Дата виходу в Японії | Епізоди                                                                                           |
| -------------------- | ------------------------------------------------------------------------------------------------- |
| 3 жовтня 1982        | 1. «Міна-пастка» (яп. ブービー・トラップ, Būbī Torappu, "Booby Trap")                             |
| 10 жовтня 1982       | 2. «Відлік» (яп. カウント・ダウン, Kaunto Daun, "Countdown")                                      |
| 17 жовтня 1982       | 3. «Космічна складка» (яп. スペース・フォールド, Supēsu Fōrudo, "Space Fold")                     |
| 24 жовтня 1982       | 4. «Лін Мінмей» (яп. リン・ミンメイ, Rin Minmei, "Lynn Minmay")                                   |
| 31 жовтня 1982       | 5. «Трансформація» (яп. トランス・フォーメーション, Toransu Fōmēshon, "Transformation")           |
| 14 листопада 1982    | 6. «Атака Дедала» (яп. ダイダロス・アタック, Daidarosu Atakku, "Daedalus Attack")                 |
| 21 листопада 1982    | 7. «Прощавай Марс» (яп. バイバイ・マルス, Baibai Marusu, "Bye Bye Mars")                          |
| 28 листопада 1982    | 8. «Найдовший день народження» (яп. ロンゲスト・バースデー, Rongesuto Bāsudē, "Longest Birthday") |
| 5 грудня 1982        | 9. «Міс Макросс» (яп. ミス・マクロス, Misu Makurosu, "Miss Macross")                              |
| 12 грудня 1982       | 10. «Гра наосліп» (яп. ブラインド・ゲーム, Buraindo Gēmu, "Blind Game")                           |
| 19 грудня 1982       | 11. «Перший контакт» (яп. ファースト・コンタクト, Fāsuto Kontakuto, "First Contact")              |
| 26 грудня 1982       | 12. «Велика втеча» (яп. ビッグ・エスケープ, Biggu Esukēpu, "Big Escape")                          |
| 9 січня 1983         | 13. «Блакитний вітер» (яп. ブルー・ウインド, Burū Uindo, "Blue Wind")                             |
| 16 січня 1983        | 14. «Глобальний звіт» (яп. グローバル・レポート, Gurōbaru Repōto, "Global Report")                |
| 23 січня 1983        | 15. «Китайський квартал» (яп. チャイナ・タウン, Chaina Taun, "Chinatown")                         |
| 30 січня 1983        | 16. «Кунг-фу Денді» (яп. カンフー・ダンディ, Kanfū Dandi, "Kung Fu Dandy")                        |
| 13 лютого 1983       | 17. «Фантазм» (яп. ファンタズム, Fantazumu, "Phantasm")                                           |
| 20 лютого 1983       | 18. «Ананасовий салат» (яп. パイン・サラダ, Pain Sarada, "Pineapple Salad")                       |
| 27 лютого 1983       | 19. «Точка вибуху» (яп. バースト・ポイント, Bāsuto Pointo, "Burst Point")                         |
| 6 березня 1983       | 20. «Втрачений рай» (яп. パラダイス・ロスト, Paradaisu Rosuto, "Paradise Lost")                   |
| 13 березня 1983      | 21. «Мікро Космос» (яп. ミクロ・コスモス, Mikuro Kosumosu, "Micro Cosmos")                        |
| 20 березня 1983      | 22. «Концерт кохання» (яп. ラブ・コンサート, Rabu Konsāto, "Love Concert")                        |
| 27 березня 1983      | 23. «Викинути» (яп. ドロップ・アウト, Doroppu Auto, "Drop Out")                                   |
| 3 квітня 1983        | 24. «До побачення дівчина» (яп. グッバイ・ガール, Gubbai Gāru, "Good-bye Girl")                   |
| 10 квітня 1983       | 25. «Незаймана дорога» (яп. バージン・ロード, Bājin Rōdo, "Virgin Road")                          |
| 17 квітня 1983       | 26. «Посланник» (яп. メッセンジャー, Messenjā, "Messenger")                                       |
| 24 квітня 1983       | 27. «Любов тече мимо» (яп. 愛は流れる, Ai wa Nagareru, "Love Flows By")                           |
| 1 травня 1983        | 28. «Мій альбом» (яп. マイ・アルバム, Mai Arubamu, "My Album")                                    |
| 8 травня 1983        | 29. «Самотня пісня» (яп. ロンリー・ソング, Ronrī Songu, "Lonely Song")                            |
| 15 травня 1983       | 30. «Віва Марія» (яп. ビバ・マリア, Biba Maria, "Viva Maria")                                     |
| 22 травня 1983       | 31. «Ляльки сатана» (яп. サタン・ドール, Satan Dōru, "Satan Dolls")                               |
| 29 травня 1983       | 32. «Розбите серце» (яп. ブロークン・ハート, Burōkun Hāto, "Broken Heart")                        |
| 5 червня 1983        | 33. «Дощова ніч» (яп. レイニー・ナイト, Reinī Naito, "Rainy Night")                               |
| 12 червня 1983       | 34. «Особийстий час» (яп. プライベート・タイム, Puraibēto Taimu, "Private Time")                  |
| 19 червня 1983       | 35. «Романський» (яп. ロマネスク, Romanesuku, "Romanesque")                                       |
| 26 червня 1983       | 36. «Прощання з ніжністю» (яп. やさしさサヨナラ, Yasashisa Sayonara, "Farewell to Tenderness")    |